# Vincent Henin
Vincent Henin (Etterbeek, 20 mei 1979) is een Belgisch striptekenaar, illustrator en grafisch designer. Hij tekende aan een paar reeksen van Jacques Martin mee, met name aan De reizen van Alex. Sinds 2015 tekent hij de reeks Blateman & Bobine.

## Carrière
Henin volgde de workshops van Jean-François Di Giorgio en Jean-Luc Cornette in het Belgisch Stripcentrum in Brussel en later de workshops van Jean-François Di Giorgio aan het Espace Bernier in Waterloo, waar hij onder meer Cédric Hervan leerde kennen.
In 1997 werd hij leerling en assistent van Jacques Martin. Hij hielp Christophe Simon met de achtergronden van een aantal verhalen: De dooltocht van Alex in de reeks Alex in 1999 en met het album De farao in de reeks Orion in 1998. In 2001 werkte hij samen met Olivier Pâques aan de achtergronden van het album De colonne in de reeks Lefranc.
Henin maakte de illustraties in een aantal albums in de educatieve reeks De reizen van Alex, namelijk Carthago (2000), Jeruzalem (2002), Petra (2003) en Lutetia (2006).
Zijn werk aan Jeruzalem leverde Henin de Rising Talent Award 2002 op van de Belgische Kamer van Stripexperten.
Henin volgde vervolgens aan het Institut Saint-Luc in Brussel een opleiding Infography-Visual and Plastic Arts die hij in 2006 afrondde. Daarna ging hij aan de slag als grafisch en interface designer. 
In 2015 lanceerde hij een humoristische superhelden-stripreeks getiteld Blateman & Bobine onder het pseudoniem Vhenin op scenario van Tarek.